# 1989 (ألبوم تايلور سويفت)
1989 هو ألبوم الإستديو الخامس للمغنية وكاتبة الأغاني الأمريكية تايلور سويفت، أصدرته شَركة بيغ ماشين ريكوردز في 27 أكتوبر 2014، وكانت سويفت قد بدأت بالتحضير له خلال العام نفسه الذي صدر فيه ألبومها السابق ريد وأنهت العمل على كتابة الأغاني بعد عامين من إطلاق الألبوم، وقد تعاونت سويفت بشكل رئيسي مع المنتجيّن ماكس مارتن وشيلباك، حيثُ عمل ماكس مارتن كمنتج منفذ للألبوم إلى جانب سويفت، واستلهمت سويفت عنوان الألبوم من موسيقى البوب خلال الثمانينيات تحديدًا (سنة ولادة تايلور سويفت).
يُمثل الألبوم رحيل تايلور سويفت عن موسيقى الريف (الكنتري) التي اشتهرت بها في ألبوماتها السابقة. وَصفتْ سويفت الألبوم بأنه ‘‘رسميًا أول ألبوم بوب لها’’. على عكس ألبومات سويفت السابقة فإن إنتاج 1989 تركز على أصوات الطبل المُبرمَجة، الموسيقى الإلكترونية، إيقاع جَهوري، أصوات غنائية ثانوية مُعالجة، وغيتار. تلقى 1989 مُراجعات إيجابية من نقاد الموسيقى المعاصرين بشكل عام، كما صنفته الكثير من وسائل الإعلام كواحد من أفضل ألبومات عام 2014 من ضمنها بيلبورد ومجلة تايم ومجلة رولينغ ستون.
بيع من 1989 أكثر من 1.287 مليون نسخة خلال الأسبوع الأول من إطلاقه وذلك بعد أن احتل المرتبة الأولى على قائمة بيلبورد 200. مجموع مبيعات ألبوم 1989 في الولايات المتحدة خلال الأسبوع الأول هو أعلى مجموع لمبيعات ألبوم منذ عام 2002. جعل ذلك تايلور سويفت أول مغنية تبيع كل من ألبوماتها الثلاثة أكثر من مليون نسخة خلال الأسبوع الأول من إطلاق كل واحدة من تلك الألبومات.
أصبح 1989 في النهاية الألبوم الأكثر مبيعًا لعام 2014 في السوق الأمريكية، ومنذ ديسمبر 2015 بلغ إجمالي مبيعاته في الولايات المتحدة أكثر من 5.5 مليون نسخة في حين بيعت 8.6 مليون نسخة حول العالم. أُطلقتْ ستة أغاني منفردة من الألبوم: «Shake It Off»، «بلانك سبايس (Blank Space)»، «باد بلود (Bad Blood)» احتلت كل منها المرتبة الأولى في قائمة بيلبورد 100، في حين احتلت أغنية «ستايل (Style)» المرتبة السادسة، واحتلت أغنية «وايلدست دريمز (Wildest Dreams)» المرتبة الخامسة، واحتلت أغنية «أوت أوف ذا وودز (Out of the Woods)» المرتبة الثامنة عام 2014.
تلّقتْ تايلور سويفت ثمانِ ترشيحات لجوائز غرامي عن ألبومها 1989 حيث ترشحتْ وفازتْ بجائزة ألبوم العام ليُصبح بذلك 1989 ثالث ألبوم لتايلور سويفت يترشح لهذه الجائزة بعد أن ترشحت وفازت بهذه الجائزة عام 2010 عن ألبومها فيرليس (Fearles) وبعد أن ترشحت للجائزة بداية عام 2014 عن ألبومها ريد كما تُعدّ بذلك سويفت أول فنانة (امرأة) تفوز بهذه الجائزة مرتين. فاز الألبوم أيضًا بجائزة أفضل ألبوم بوب (يُعدّ ذلك أول فوز لسويفت عن هذه الفئة). ترشحت كل من الأغنيتان المنفردتان «Shake It Off»، «بلانك سبايس (Blank Space)» لجائزة أسطوانة العام، جائزة أغنية العام، وجائزة أفضل أداء منفرد لفئة البوب. كما ترشحت أغنية «باد بلود (Bad Blood)» لجائزة أفضل أداء ثنائي عن فئة البوب (يُشارك سويفت في أداء الأغنية المُغني الأمريكي كندريك لامار) وفازت الأغنية بجائزة أفضل فيديو كليب.

## خلفية
أَطلقتْ تايلور سويفت ألبومها الرابع ريد في 22 أكتوبر 2012، وكان الألبوم علامة على تغير النمط الموسيقي لتايلور سويفت، كما أنه حقق نجاحًا تجاريًا واحتل المرتبة الأولى في قائمة بيلبورد 200 وبلغت مبيعاته في الأسبوع الأول 1.21 مليون نسخة ليجعل ذلك تايلور سويفت أول امرأة تُباع اثنان من ألبوماتها -الألبوم الأول كان (Speak Now)-  بأكثر من مليون نسخة خلال الأسبوع الأول من إطلاق كل منهما. من أجل الترويج لألبومها أعلنت تايلور سويفت عن جولة حول الولايات المتحدة، نيوزلندا، أستراليا، إنجلترا، ألمانيا وآسيا واستمرت من مارس إلى سبتمبر. خلال انطلاقة ألبومها ريد أصبحت حياة تايلور سويفت العاطفية محط اهتمام وسائل الإعلام، فكتبت مجلة كوجر أن سويفت واعدت ‘‘كل رجال الكون’’، وكتبت صحيفة نيويورك تايمز أن ‘‘تاريخ علاقاتها أصبح يثير رد فعل عنيف عليها’’ وتسألت الصحيفة ما إذا كانت سويفت تعاني من ‘‘أزمة منتصف العمر’’ وكنتيجة لذلك بدأت تايلور سويفت العمل على ألبوم 1989 خلال جولة ألبوم ريد ووسط الاهتمام الإعلامي بحياتها العاطفية.

## الكتابة والتسجيل

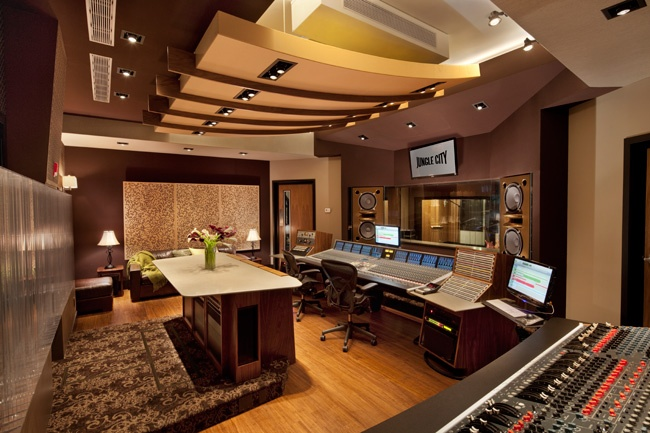
جرى تسجيل بعض أغاني الألبوم في استديو جنغل سيتي في مدينة نيويورك، الولايات المتحدة

بعد إطلاق ألبومها الرابع ريد وانتهاء الجولة المصاحبة له، دخلت تايلور سويفت في ‘‘عملية كتابة عميقة دامت ستة أشهر’’، وكانت سويفت قد صرحت ليبيلورد في نوفبمر 2013: ‘‘هناك سبعة أو ثمانِ أغاني على الأرجح أعرف أنني أريدها داخل الألبوم. وقد تطوّر بالفعل ليكوّنَ صوتًا جديدًا وهذا كل ما أردته’’، كما قالتْ خلال ترويجها للألبوم ‘‘أنا أستيقظ كل يوم وأنا أشعر بأنني لستُ راغبة فقط بل محتاجة لأن أكوّن أسلوبًا موسيقيًا جديدًا لم أكوّنه من قبل’’، وقالت أيضًا في مقابلة لها في يناير 2015 أنها ‘‘فخورة جدًا’’ لأنها أنتجتْ ألبوم بوب لأنها أرادتْ ذلك وأنه لم يقم أحد بالتأثير عليها. جرت جلسات التسجيل في استديوهات كونواي في لوس أنجلوس وفي استديوهات جنغل سيتي في نيويورك وفي استديوهات لامبيز هاوس في بروكلِن وفي استديوهات إم إكس إم في استكهولم بالسويد وفي استديو باين إن ذا أرت في ناشفيل.
أكدت تايلور سويفت في فبراير 2014 أنها عادت مجددًا للعمل مع ماكس مارتن وشلباك اللذان تعاونت مُسبقًا للعمل معهما على ثلاث أغانٍ من ألبومها ريد لكن هذه المرة تتعاون معهما على كتابة ‘‘أكثر بكثير من مجرد ثلاث أغانٍ’’، كما تعاونتْ أيضًا مع جاك أنتونوف وريان تيدير، حيث شارك جاك أنتونوف في كتابة وإنتاج أغنية «Out of the Woods» وأغنية "I Wish You Would" وأغنية "You Are In Love"، لكن الأغنية الأخيرة تظهر فقط على النسخة الخاصة من الألبوم، في حين شارك ريان تيدير في كتابة وإنتاج أغنية «Welcome to New York» وأغنية I Know Places.
قامت تايلور سويفت بعد الانتهاء من الألبوم بدعوة 100 من معجبيها إلى جلسات استماع سرّية في شقتها في نيويورك وبيتها في لوس أنجلوس وبيتها في ناشفيل حيث أسمعتهم الألبوم من البداية إلى النهاية. عُرِفَتْ هذه الجلسات باسم «جلسات 1989 السرّية».

## الموسيقى والكلمات
أعلنت تايلور سويفت عن الألبوم في 18 أغسطس 2014 ووصفته بأنه ‘‘رسميًا أول ألبوم بوب لها’’ وقالت بأنها استلهمت موسيقى الألبوم من موسيقى البوب في الثمانينات. موسيقيًا فإن 1989 يستند إلى السينثبوب والدانس-بوب ويتضمن موسيقى إلكترونية أكثر من ألبومها السابق ويرتكز إنتاجه على أصوات الطبل المُبرمَجة، موسيقى إلكترونية، إيقاع جَهوري، أصوات غنائية ثانوية مُعالجة، وغيتار.

وصفتْ تايلور سويفت الألبوم بأنه أكثر ألبوم ‘‘مترابط صوتيًا’’ قامت بإنتاجه من قبل، وأكدتْ في مقابلة مع إذاعة كِس إف إم (بريطانيا) بأنها استلهمت عنوان الألبوم من موسيقى البوب التي كانت تُنتج في سنة ولادتها حيث تحدثت عن موسيقى الثمانيات قائلة:
| 1989 (ألبوم تايلور سويفت) | لقد كانت الثمانينات زمنًا تجريبيًا في تاريخ موسيقى البوب... وأنا أعتقد أن ما كان يحدث في الموسيقى كان يحدث أيضًا في ثقافتنا، حيث كان يرتدي الناس ألوانًا مجنونة لثيابهم أيًا كانت لأنهم كانوا يفكرون: ولِمَ لا؟ كانت هناك طاقة حول فرص لا تنتهي وإمكانيات لا تنتهي وسُبل لا تنتهي يمكن أن تعيش بها حياتك. لذا مع هذا الألبوم فكرتْ: لا توجد هناك أية قواعد، أنا لستُ في حاجة أن أستعين بنفس الموسيقيين الذين استعنتُ بهم أو بنفس الفرقة الموسيقية أو بنفس المنتجين... يُمكنني أن أصنع أي ألبوم أريده. | 1989 (ألبوم تايلور سويفت) |

صرحّت تايلور سويفت في مقابلة تلفزيونية في أكتوبر 2014 أن كلمات الألبوم مستوحاة من أحداث جرت خلال العامين اللذين سبقا إطلاق الألبوم، وتتوافق كلمات الألبوم مع أسلوبها المعهود حيث تتكلم عن الحب والعلاقات والتعقيدات التي تصاحبهما.

## تركيبة الأغاني
- تفتتح الألبوم أغنية «Welcome to New York» وهي إهداء من تايلور سويفت إلى المدينة التي انتقلت للعيش فيها في 2014 قبل إطلاق الألبوم. تستند الأغنية إلى موسيقى السينثبوب. وتعلن تايلور سويفت في إحدى مقاطعها عن دعمها لمجتمع المثليين جنسيًا.[24]
- «Blank Space» هي أغنية إلكتروبوب وثاني أغنية في الألبوم.[25] قام الكثير من النقاد بمقارنة موسيقى الأغنية بموسيقى أغانِ مغنية البوب لوردي، وتسخر الأغنية من الصورة التي رسمتها وسائل الإعلام عن تايلور سويفت عن كونها امرأة مهووسة بالرجال تقوم بكتابة أغانيها من أجل الانتقام العاطفي.[26]
- أغنية «Style» هي ثالث أغنية ووُصِفَتْ بأنها أغنية بوب روك وإلكتروبوب.[27] تعتقد كثير من وسائل الإعلام أن هذه الأغنية تتحدث عن صديق تايلور سويفت السابق هاري ستايلز.
- «Out of the Woods» هي رابع أغنية تستند إلى موسيقى السينثبوب.[28] وَصفَ جاك أنتونوف الذي شارك في كتابتها وإنتاجها بأنها تجمع بين موسيقى الثمانينات وموسيقى البوب المعاصرة.
- أغنية "All You Had To Do Was Stay" هي خامس أغنية في الألبوم. قالت تايلور سويفت بأنها استوحت الأغنية من حلمٍ راودها حيث تقول: ‘‘راودني حلم بأن صديقي السابق طرق باب منزلي وعندما فتحتُ له الباب لم يخرج من فمي سوى كلمة ابقَ! ثم استيقظتٌ وأنا أشعر بغرابة شديدة!’’.[29]
- «Shake It Off» هي سادس أغنية في الألبوم. تستند إلى موسيقى البوب مع عزف على الساكسفون[30]، وهي مكرسة للسخرية مِن مَن يكرهون تايلور سويفت التي تحدثت عن الأغنية قائلة: ‘‘لقد تعلمتُ درسًا قاسيًا مفاده أن الناس سيقولون ما يشاءون عنّا في أي وقت ونحن لا نستطيع التحكم في ذلك. كل ما نستطيع التحكم به هو ردة فعلنا على ذلك.[31]
- أغنية "I Wish You Would" هي سابع أغنية للألبوم وقد شارك تايلور سويفت في كتابتها جاك أنتونوف وهي تصف رجلًا ‘‘[يقود] سيارته أمام منزل صديقته وهو يعتقد أنها تكرهه لكنها مازالت تحبه.’’[32]
- أغنية «Bad Blood» هي ثامن أغنية في الألبوم وتُصنف موسيقيًا بأنها إلكتروبوب وهي تتحدث عن مغنية لم تُسَمِيها سويفت وتقول بأن هذه المغنية حاولت تخريب إحدى حفلاتها عن طريق توظيف نفس الأشخاص الذين كانوا يعملون معها[33]، وتعتقد وسائل الإعلام بأن هذه المغنية هي المغنية الأمريكية كاتي بيري.
- «Wildest Dreams» هي تاسع أغنية للألبوم وتتضمن تسجيل تايلور سويفت لنبضات قلبها والتي اُسْتُعِملَتْ كإيقاع للأغنية. قارن بعض النقاد بين هذه الأغنية وأغاني المغنية الأمريكية لانا دِلْ راي.
- الأغنية العاشرة هي "How You Get The Girl" والتي تصفها تايلور سويفت بأنها ‘‘دليل إرشادي للرجال’’ حيث صرحّتْ لمجلة آس ويكلي بأن الأغنية ‘‘كُتِبَتْ لرجل انفصل عن صديقته ثم أراد أن يعود إليها بعد ستة أشهر’’ ثم تُضيف  ‘‘لكن الأمر لن يكون بسهولة أن تُرسل رسالة نصية مكتوبٌ فيها: كيف الحال؟، اشتقت إليكِ.’’[29]
- الأغنية الحادية عشر هي "This Love" والتي أصلًا كانت قصيدة كتبتها تايلور سويفت في أواخر 2013 ثم حوّلتها إلى أغنية[34]، وتُعدّ هذه الأغنية الوحيدة في الألبوم التي تتشابه مع أعمالها السابقة حيث الموسيقى عبارة عن عزف غيتار مُنفرد.
- الأغنية الثانية عشر هي "I Know Places" والتي تُصوّر تايلور سويفت نفسها وصديقها كالثعالب التي يُلاحقها الصيّادون أي وسائل الإعلام.
- الأغنية الثالثة عشر والأخيرة في الألبوم هي "Clean"والتي تصف تايلور سويفت نفسها بأنها تتخلص من إدمان مجازي وتم تفسير الأغنية على أنها تتخلص من فوضى الحب والعلاقات من أجل استقلاليتها.[35]

النسخة الخاصة للألبوم متوفرة في محلات تارغيت في الولايات المتحدة، وتُوّزع عبر أيتونز عالميًا، وتتضمن ثلاثة أغانٍ إضافية: "Wonderland" و"You Are In Love" و"New Romantics"، وتحمل أغنية "Wonderland" إشارة إلى قصة أليس في بلاد العجائب وأُطلقت كأغنية دعائية في الولايات المتحدة في 17 فبراير 2015، كما كان مخططًا للأغنيتان الإضافيتان الآخرتان أن تصبحا أغانِ منفردة. "You Are In Love" تصف علاقة سعيدة وإن كانت غير واقعية، وأغنية "New Romantics" هي آخر أغنية في النسخة الخاصة واسمها يحمل إشارة لحركة الرومانسيين الجدد. ومبدئيًا تتشابه الأغنية مع أغنية "Shake It Off" من حيث أنها تتناول الانتقادات التي وُجهت لتايلور سويفت.
كما هي العادة مع ألبومات تايلور سويفت السابقة فإن كل أغنية في ألألبوم مرفقة بـ‘‘رسالة سرية’’ قصيرة. في ألبوم 1989 كل أغنية من الثلاثة عشر أغاني لها جملة تصفها لتكوّن قصة من ثلاثة عشر جملة:
نبدأ قصتنا في نيويورك. كانت هناك فتاة يعرف اسمها الجميع لكنهم لا يعرفونها هي. قلبها كان مِلكًا لشخصٍ لا يقدر على البقاء. وقد أحبا بعضهما بجنون. ودفعا ثمن ذلك. وهي ظلت ترقص لكي تنساه. هو كان يقود سيارته بمحاذاة بيتها. هي حظيت بأصدقاء وأعداء. وهو لم يرها سوى في أحلامه. ويومًا ما عاد إليها. لكن التوقيت كان أمرًا غريبًا. والجميع كانوا يُراقبون. هي خسرته لكنها وجدت نفسها وهذه هي النهاية.

## الأغاني المنفردة
أطلقت تايلور سويفت الأغنية المُنفردة الأولى للألبوم «Shake It Off» في 18 أغسطس 2014 والتي شارك في كتابتها المنتجيّن ماكس مارتن وشلباك كما قاما بإنتاجها وفي الوقت نفسه أطلقت تايلور سويفت الفيديو كليب الخاص بالأغنية والذي أخرجه مارك رومانيك. يتضمن الفيديو راقصين محترفين إلى جانب معجبين بسويفت اختارتهم من إنستغرام وتويتر ومن الرسائل التي تتلقاها. الأغنية المُنفردة الثانية من الألبوم هي «Blank Space» والتي أُطلقتْ في 10 نوفمبر 2014. سُرّب الفيديو الكليب عن طريق موقع ياهو، لكن بعد رد فعل استياء من تايلور سويفت قام ياهو بإزالة الفيديو وأعادت سويفت إطلاقه عبر يوتيوب وهو من إخراج جوزيف خان ويحتل اليوم المرتبة الثانية بصفته الفيديو الأكثر مشاهدة في تاريخ يوتيوب بعد أن تجاوز عدد مشاهدته المليار مشاهدة والأغنية المُنفردة الثالثة للألبوم هي «Style» والتي اُطلقتْ في 9 فبراير 2015، وشارك في كتابتها كلٌ من ماكس مارتن وشلباك كما قاما بإنتجاها، والفيديو كليب من إخراج كايل نيومان. أُطلقت الأغنية المُنفردة الرابعة «Bad Blood» والفيديو كليب المُصاحب لها في 17 مايو 2015 حيث أطلقت تايلور سويفت الفيديو خلال حفل جوائز بيلبورد 2015، والذي يتضمن بعض صديقات سويفت من بينهن كارلي كروس، لينا دنام، ليلي ألدريج، زيندايا، هايلي وليامز، جيجي حديد، إيلي غاولدينج، هايلي ستاينفيلد، جيسيكا ألبا، كارا ديليفين وسيلينا غوميز وتؤدي تايلور سويفت الأغنية إلى جانب المغني الأمريكي كندريك لامار الذي يظهر أيضًا في الفيديو وكل واحد من المشتركين له شخصية مُعيّنة يلعبها، والفيديو كليب من إخراج جوزيف خان. أُطلقتْ «Wildest Dreams» كخامس أغنية مُنفردة من الألبوم في 31 أغسطس 2015 والفيديو كليب الأغنية هو ثالث فيديو يُخرجه جوزيف خان لتايلور سويفت ويلعب سكوت إيستوود (ابن المُخرج الأمريكي كلينت إيستوود) دور حبيبها. أعلنتْ تايلور سويفت في مجلة بيلبورد في ديسمبر 2015 بأن أغنية «Out of the Woods» ستكون سادس أغنية مُنفردة من الألبوم وأطلقت فيديو كليب الأغنية في 31 ديسمبر 2015 وهو من إخراج جوزيف خان، ثم أطلقتْ سويفت الأغنية نفسها في 5 فبراير 2016.

## نجاح تجاري
استمرت التكهنات حول حجم مبيعات ألبوم 1989 وتراوحت ما بين 750,000 إلى 1.3 مليون نسخة. باع الألبوم في النهاية 1,287,000 نسخة خلال الأسبوع الأول من إطلاقه في الولايات المتحدة واحتل المرتبة الأولى في قائمة بيلبورد200، وحطم الألبوم الرقم القياسي لمبيعات ألبومات تايلور سويفت السابقة، واحتل المركز التاسع عشر ضمن أكثر الألبومات مبيعًا في التاريخ منذ عام 1991، كما احتل الأسبوع الأول من مبيعاته المركز السابع كأعلى أسبوع مبيعات في التاريخ حيث يُعتبر الأسبوع الأول من مبيعاته الأعلى منذ 2002 عندما باع ألبوم The Eminem Show لمغني الراب الأمريكي إمنيم 1.3 مليون نسخة، وقد ظلّ الألبوم على قائمة بيبلبورد200 خلال الأسبوع الثاني والثالث من إطلاقه، لكن حل محله ألبوم (Four) للفرقة الغنائية البريطانية ون دايركشن خلال الأسبوع الرابع، غير أن ألبوم 1989 عاد ليحتل المركز الأول للمرة الرابعة خلال أسبوعه الخامس. باع 1989 أكثر من 3,660,000 نسخة في 2014 ليُصبح بذلك الألبوم الأفضل مبيعًا في الولايات المتحدة خلال تلك السنة متفوقًا بذلك على ألبوم (Ghost Stories) للفرقة الغنائية البريطانية كولدبلاي، ومع نهاية يناير 2015 باع الألبوم أكثر من أربعة ملايين نسخة ليصبح بذلك أول ألبوم في الولايات المتحدة يبيع أربعة ملايين نسخة خلال بعدما وصلت مبيعات ألبوم تايلور سويفت السابق ريد إلى أربعة ملايين نسخة في 23 فبراير 2014، وبحلول فبراير 2015 وعند الأسبوع الخامس عشر من إطلاقه كان ألبوم 1989 قد تصدر قوائم المبيعات في الولايات المتحدة لأحد عشرة أسبوعًا غير متتالية، وفي النهاية أصبحت تايلور سويفت ثاني مغنية تتربع على عرش المبيعات لمدة 35 أسبوعًا في حين أن المركز الأول من نصيب المغنية الأمريكية ويتني هيوستن (46 أسبوع)، وأعلنتْ بيلبورد في 13 مارس 2015 بأن مبيعات ألبوم 1989 فاقت مبيعات الألبومين السابقين لتايلور سويفت: Speak Now وريد. في 27 أكتوبر 2015 أصبح الألبوم خامس ألبوم في التاريخ يبقى ضمن المراكز العشر الأولى في قائمة بيلبورد200 خلال العام الأول من إطلاقه، وقد بقي الألبوم ضمن المراكز العشر الأولى في تلك القائمة حتى الأسبوع 54 من إطلاقه، وباع ألبوم 1989 مع حلول فبراير 2016 أكثر من 5.750,000 نسخة في الولايات المتحدة. احتل الألبوم المركز الأول في قوائم المبيعات في كندا حيث باع 107,000 نسخة خلال أسبوعه الأول، وظلّ في المركز الأول خلال الأسبوع الثاني مع مبيعات تخطّت 37,000 نسخة ليُصبح مجموع مبيعاته في كندا 144,000 خلال الأسبوعين الأولين، وقد أصبح ألبوم 1989 الألبوم الأفضل مبيعًا في كندا حيث باع 314,000 نسخة ذاك العام. في بريطانيا باع ألبوم 1989 أكثر من 90,000 خلال الأسبوع الأول واحتل المركز الأول في قوائم المبيعات في بريطانيا، ليصبح بذلك ثانِ ألبوم لتايلور سويفت يحتل المركز الأول في بريطانيا بعد ألبومها ريد، كما أصبح الألبوم الأسرع مبيعًا في 2014، ومع حلول فبراير 2015 باع 1989 أكثر من 8.6 مليون نسخة حول العالم، حيث باع الألبوم 6 ملايين نسخة حول العالم في سنة 2014 وحدها.

## آراء النقاد
تلقى ألبوم 1989 إجمالًا آراء إيجابية من النقاد. كتب روب شيفيلد الكاتب في مجلة رولينغ ستون ‘‘الألبوم عاطفيّ بشكل محموم وحماسيّ للغاية، إنه يشبه تايلور سويفت نفسها حتى وإن كان يختلف عن أعمالها السابقة’’، وكتب جون كارمانسيا الكاتب في صحيفة نيويورك تايمز ‘‘تصنع تايلور سويفت موسيقى البوب بدون مرجعيات معاصرة وتطمح لأن تخلق أجواء سرمدية قلما يبالي غيرها من نجوم البوب بالطموح نحوها’’ وكتب ميكائيل وود الكاتب في صحيفة لوس أنجلوس تايمز ‘‘1989 ألبوم آسر مُنتّج بحرفية وأشبه بكونه يومّيات... وهذا ما عهدناه من تايلور سويفت’’ وكتب ستيفين توماس في أول ميوزيك بأن الألبوم أشبه بـ‘‘موسيقى تصويرية لحياتها الخاصة’’ وقد قامت مجلة رولينغ ستون بتصنيف في الألبوم في المرتبة العاشرة في قائمتها لأفضل ألبومات في 2015، كما صنّف جون كارمانسيا الكاتب في نيويروك تايمز الألبوم في المرتبة السابعة في لائحته لأفضل عشرة ألبومات، وأثنى الكاتب على تحوّل تايلور سويفت من الموسيقى الرّيفية (الكنتري) إلى البوب قائلًا ‘‘إن أكبر إنجاز لهذا الألبوم هو التحوّل من موسيقى لم يكن يؤديها أحد سابقًا إلى موسيقى يؤديها الجميع اليوم. آنسة سويفت لا تستطيع أن تكبح جماحها’’ واختارت بيلبورد الألبوم لتصنفه كأفضل ألبوم للعام حيث علّقت المجلة ‘‘حاول كثير من الفنانين إحداث التغيير الذي أنجزته تايلور سويفت في ألبومها 1989 لكن قليل منهم نجحوا في تحويل الرؤية إلى واقع’’، وصنفت مجلة تايم الألبوم في المرتبة الرابعة في قائمتها لأفضل 10 ألبومات لعام 2014 حيث كتبتْ المجلة ’’أميرة الموسيقى الرّيفية أصبحت الآن وريثة موسيقى البوب‘‘. كما صنفّت مجلة كومبلكس الألبوم في المرتبة الثامنة كأفضل ألبوم لعام 2014 وعلّقت المجلة بأن تايلور سويفت قامتْ بـ’’مجازفة‘‘ بهذا الألبوم وأنها قد نجحت بسبب ’’ثقتها بنفسها‘‘.

## جوائز

تايلور سويفت أثناء تسلم جائزة غرامي لألبوم العام عن ألبومها 1989.

فاز الألبوم بعدة جوائز في حفل بيلبورد للجوائز 2014، كما فازت أغنية «باد بلود (Bad Blood)» بجائزة فيديو العام في حفل إم تي في لجوائز الفيديو كليب 2015 وأيضًا فازت أغنية «بلانك سبايس (Blank Space)» بجائزة أفضل فيديو لفنانة، وفاز التطبيق المُصاحب لفيديو «بلانك سبايس (Blank Space)» بجائزة إيمي لأفضل تطبيق تفاعلي لعام 2015 ليُعطي تايلور سويفت أول جائزة إيمي لها، وتلّقتْ تايلور سويفت ثمانِ ترشيحات لجوائز غرامي عن ألبومها 1989 حيث ترشحتْ وفازتْ بجائزة ألبوم العام ليُصبح بذلك 1989 ثالث ألبوم لتايلور سويفت يترشح لهذه الجائزة بعد أن ترشحت وفازت بهذه الجائزة عام 2010 عن ألبومها فيرليس (Fearles) وبعد أن ترشحت للجائزة بداية عام 2014 عن ألبومها ريد كما تُعدّ بذلك سويفت أول فنانة (امرأة) تفوز بهذه الجائزة مرتين، وفاز الألبوم أيضًا بجائزة أفضل ألبوم بوب (يُعدّ ذلك أول فوز لسويفت عن هذه الفئة)، وترشحت كل من الأغنيتان المنفردتان «Shake It Off»، «بلانك سبايس (Blank Space)» لجائزة أسطوانة العام، جائزة أغنية العام، وجائزة أفضل أداء منفرد لفئة البوب، كما ترشحت أغنية «باد بلود (Bad Blood)» لجائزة أفضل أداء ثنائي عن فئة البوب (يُشارك سويفت في أداء الأغنية المُغني الأمريكي كندريك لامار) وفازت الأغنية بجائزة أفضل فيديو كليب.

## جولة موسيقية

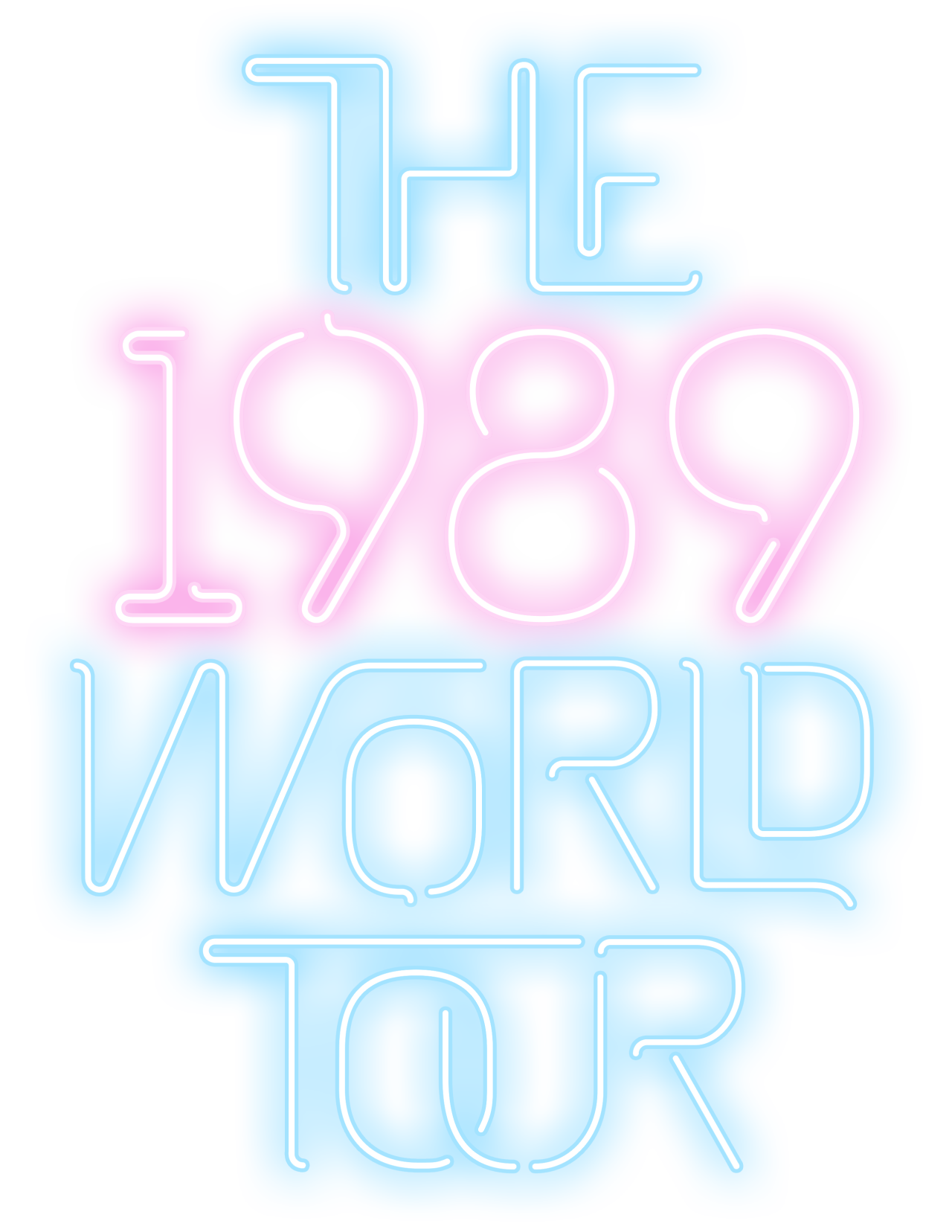
شعار الجولة الموسيقية للألبوم، المعروفة باسم "جولة 1989 العالمية".

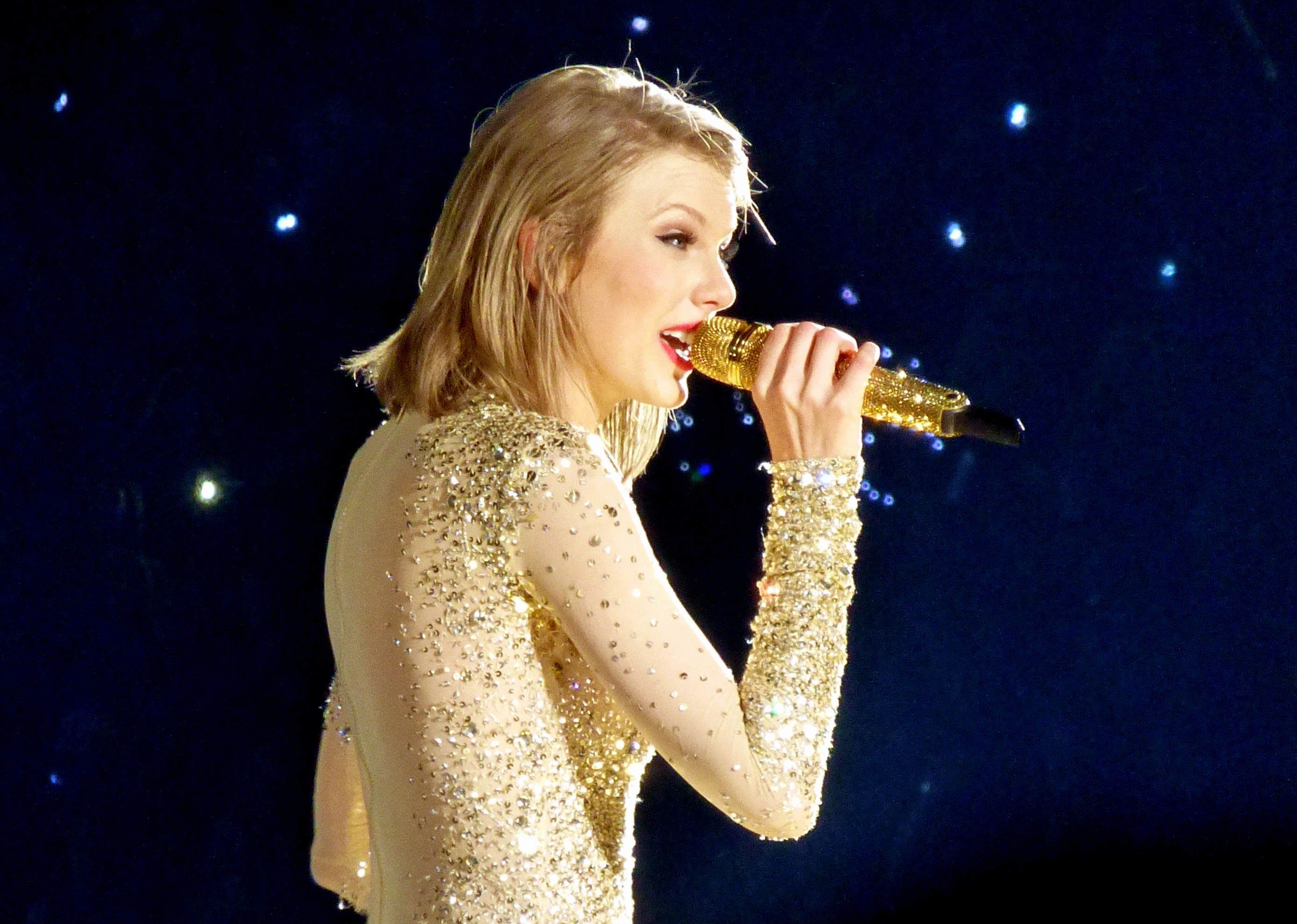
سويفت في إحدى حفلاتها في ديترويت بولاية ميشيغان في مايو عام 2015.

أعلنت سويفت عن جولة موسيقية للألبوم في نوفمبر من عام 2014، ثم بدأت الجولة الموسيقية المُصاحبة للألبوم (المعروفة باسم: جولة 1989 العالمية) في 5 مايو 2015 في طوكيو باليابان، وتضمنت المرحلة الأولى من الجولة زيارة أمريكا الشمالية وأوروبا، وأعلنتْ سويفت في يونيو 2015 عن جولة في سنغافورة وشنغهاي، ثم انتهتْ الجولة الموسيقية في أستراليا في 12 ديسمبر 2015. اشتهرتْ الجولة بمجموعة من الفنانين التي كانت سويفت تستضيفهم معها ومِن بينهم: إد شيران، ذا ويكند، لورد، ليزا كودرو، مات لوبلان، ألين دي جينيريس، جوليا روبرتس، فيتي واب، سيلينا غوميز، جستين تيمبرلك، ويز خليفة، ستيفن تيلور، ميك جاغر. أصبحتْ الجولة أكثر جولة موسيقية نجاحًا من حيث النجاح التجاري لسويفت والأكثر حضورًا أيضًا حيث حصدتْ الجولة 250,733,097 دولار أمريكي وحضر الجولة حوالي 2,278,647 شخص، جاعلة من جولة سويفت الجولة الأعلى إيرادًا في الأرباح لعام 2015. أقامت سويفت 7 حفلات في آسيا، 63 في أمريكا الشمالية، 8 في أوروبا، و7 في أستراليا، ما يجعل مجموع الحفلات الموسيقية الكلية 85 حفلة، وفي 13 ديسمبر 2015 (يوم ميلادها) أعلنتْ سويفت أنها تعاونتْ مع أبل ميوزيك لإصدار فيلم عن إحدى حفلاتها في 20 ديسمبر 2015 بعنوان «جولة 1989 العالمية - مباشر» حيث جرى تصوير الحفل في ملعب أستراليا في سيدني بتاريخ 28 نوفبمر.وتُعدّ تلك الحفلة أكبر حفلات سويفت حتى الآن حيث حضرها 75,980 شخص.

### خلفية
أعلنتْ تايلور سويفت عن الجولة في 3 نوفبمر 2014 على حسابها على تويتر وأعطتْ رابطًا لموقعها حيث يُمكن للمعجبين إيجاد قائمة بمواعيد الحفلات، كما أعلنتْ أن التذاكر ستُباع في أمريكا الشمالية في 14 نوفبمر، وقالت سويفت في مقابلة مع مجلة تايم أن ‘‘قائمة الأغاني ستكون بالدرجة الأولى أغاني مِن ألبوم 1989’’. استغرق التخطيط للجولة 7 أشهر بالإضافة إلى 3 أشهر من المراجعة الموسيقية و4 أسابيع من التدريب على المسرح.

### تجاريًا
بدأ بيع التذاكر في أوروبا بتاريخ 7 نوفمبر 2014، وفي أمريكا الشمالية بتاريخ 14 نوفبمر 2014، وفي أستراليا بتاريخ 12 ديسمبر 2014، وفي اليابان بتاريخ 13 ديسمبر 2014، وفي سنغافورة وشنغهاي بتاريخ 30 يونيو 2015 وذكرت مجلة فوربس في يناير 2015 أن جولة 1989 العالمية كانت واحدة من الجولات الموسيقية الباهظة الثمن. في الولايات المتحدة كان مُعدل سعر التذاكر 380 دولار. بيعتْ التذاكر لحفل سويفت في دبلن، أيرلندا خلال 55 دقيقة، فقد كان هذا الحفل أكثر حفلٍ أوروبي في الجولة من حيث كونه باهظ الثمن حيث بلغ مُعدل سعر التذاكر 285 دولار أمريكي، كما بيعتْ 30,000 تذكرة لأول حفل في أستراليا في ميلبورن خلال أقل من ساعة واحدة، ثم أعلنتْ سويفت بعد ذلك عن حفليّن إضافييّن في أستراليا: الأولى في ميلبورن والأخرى في أديليد، وبسبب الإقبال الكبير أُعلن عن حفلٍ آخر في سيدني. كان مُعدل سعر تذاكر جولة ألبوم ريد 176$ لكل مدينة بينما مُعدل سعر التذاكر لألبوم 1989 392$ لكل حفل بزيادة بلغت نسبتها 123%، كما كان سعر تذاكر جولة 1989 الأغلى بين جولات تايلور سويفت السابقة. حصدتْ أول خمس حفلات لسويفت في أمريكا الشمالية 16.8 مليون دولار أمريكي مِن مبيعات 149,708 تذكرة، وبحلول 1 أغسطس 2015 كانت الجولة قد حصدتْ 86.2 مليون دولار أمريكي مِن مبيعات 771,460 تذكرة لعشرين حفلًا في الولايات المتحدة وكندا، وذكرتْ مجلة بيلبورد في 9 سبتمبر 2015 أن الجولة حصدتْ 130 مليون دولار أمريكي مِن مبيعات 1.1 مليون تذكرة وصرحّتْ المجلة أن الجولة يُمكن أن تصبح أكثر جولة مُربحة لسويفت. تفوّقت جولة 1989 العالمية على جولة ألبوم ريد وأعلنتْ مجلة بيلبورد في أكتوبر 2015 أن الجولة حصدتْ 173 مليون دولار أمريكي. حصدتْ الجولة 250 مليون دولار أمريكي عند انتهاءها لتُصبح أكثر جولة موسيقية مُربحة في 2015، حيث حصدتْ الجولة 199.4 مليون دولار أمريكي في أمريكا الشمالية وحدها لتُحطم بذلك الرقم القياسي الذي سجلته فرقة الرولينغ ستونز البريطانية (162 مليون دولار أمريكي في  عام 2005).

### قائمة الأغاني
- Welcome to New York
- New Romantics
- Blank Space
- I Knew You Were Trouble
- I Wish You Would
- How You Get The Girl
- I Knew Places
- All You Had To Do Was Stay
- You Are In Love
- Clean
- Love Story
- Style
- This Love
- Bad Blood
- We Are Never Ever Getting Back Together
- Wildest Dreams
- Out of the Woods
- Shake It Off

### الحفلات
| التاريخ             | المدينة             | عدد الحضور          | عائدات الربح        |
| في الولايات المتحدة | في الولايات المتحدة | في الولايات المتحدة | في الولايات المتحدة |
| ------------------- | ------------------- | ------------------- | ------------------- |
| 20 مايو 2015        | بوسير سيتي          | 12,459              | $1,458,197          |
| 22 مايو 2015        | باتون روج           | 50,227              | $4,119,670          |
| 30 مايو 2015        | ديترويت             | 50,703              | $5,999,690          |
| 2 يونيو 2015        | لويفيل              | 16,242              | $1,863,281          |
| 3 يونيو 2015        | كليفلاند            | 15,503              | $1,732,041          |
| 6 يونيو 2015        | بيتسبرغ             | 54,801              | $5,836,926          |
| 8 يونيو 2015        | تشارلوت             | 15,024              | $1,627,798          |
| 9 يونيو 2015        | رالي                | 13,886              | $1,653,762          |
| 12 - 13 يونيو 2015  | فيلادلفيا           | 101,052             | $11,987,816         |
| 10 - 11 يوليو 2015  | راذرفورد، نيو جيرسي | 110,105             | $13,423,858         |
| 13 - 14 يوليو 2015  | واشنطن العاصمة      | 85,014              | $9,730,596          |
| 18 - 19 يوليو 2015  | شيكاغو              | 110,109             | $11,469,887         |
| 24 - 25 يوليو 2015  | فوكسبوروه           | 116,849             | $12,533,166         |
| 8 أغسطس 2015        | سياتل               | 55,711              | $6,050,643          |
| 14 - 15 أغسطس 2015  | سانتا كلارا         | 102,139             | $13,031,146         |
| 17 - 18 أغسطس 2015  | غلانديل             | 26,520              | $3,029,628          |
| 21 - 26 يوليو 2015  | لوس أنجلوس          | 70,563              | $8,961,681          |
| 29 أغسطس 2015       | سان دييغو           | 44,710              | $5,475,237          |
| 4 سبتمبر 2015       | سالت لايك سيتي      | 14,131              | $1,589,686          |
| 5 - 6 سبتمبر 2015   | دنفر                | 27,126              | $2,868,991          |
| 9 سبتمبر 2015       | هيوستن              | 40,122              | $5,202,196          |
| 11 - 13 سبتمبر 2015 | سانت باول           | 45,126              | $5,514,863          |
| 16 سبتمبر 2015      | إنديانابوليس        | 14,010              | $1,550,268          |
| 17 - 18 سبتمبر 2015 | كولومبوس            | 29,936              | $3,369,693          |
| 21 - 22 سبتمبر 2015 | كانساس سيتي         | 27,857              | $2,967,558          |
| 25 - 26 سبتمبر 2015 | ناشفيل              | 28,917              | $3,354,844          |
| 28 - 29 سبتمبر 2015 | سانت لويس           | 29,688              | $3,452,940          |
| 8 أكتوبر 2015       | دي موين             | 13,969              | $1,566,321          |
| 9 - 10 أكتوبر 2015  | أوماها              | 29,622              | $3,121,421          |
| 12 أكتوبر 2015      | فارغو               | 21,067              | $2,219,188          |
| 17 أكتوبر 2015      | أرلينغتون           | 62,630              | $7,396,733          |
| 20 أكتوبر 2015      | ليكسينغتون          | 17,084              | $1,870,471          |
| 21 أكتوبر 2015      | غرينزبورو           | 15,079              | $1,662,171          |
| 24 أكتوبر 2015      | أتلانتا             | 56,046              | $6,034,846          |
| 27 أكتوبر 2015      | ميامي               | 14,044              | $1,527,919          |
| 31 أكتوبر 2015      | تامبا               | 56,987              | $6,202,515          |
| في كندا             |                     |                     |                     |
| 6 يوليو 2015        | أوتاوا              | 13,480              | $1,325,480          |
| 7 يوليو 2015        | مونتريال            | 14,770              | $1,499,040          |
| 1 أغسطس 2015        | فانكوفر             | 41,463              | $4,081,820          |
| 4 - 5 أغسطس 2015    | إدمونتون            | 26,534              | $2,387,080          |
| 2 - 3 أكتوبر 2015   | تورنتو              | 99,283              | $8,670,990          |
| في أوروبا           |                     |                     |                     |
| 19 - 20 يونيو 2015  | كولونيا             | 29,020              | $2,054,690          |
| 21 يونيو 2015       | أمستردام            | 11,166              | $800,829            |
| 23 يونيو 2015       | غلاسكو              | 11,021              | $1,119,300          |
| 24 يونيو 2015       | مانشستر             | 14,773              | $1,478,760          |
| 29 - 30 يونيو 2015  | دبلن                | 25,188              | $1,975,510          |
| في آسيا             |                     |                     |                     |
| 5 - 6 مايو 2015     | طوكيو               | 100,320             | $10,586,828         |
| 7 - 8 نوفمبر 2015   | كالانغ              | 17,726              | $3,217,569          |
| 10 - 12 نوفمبر 2015 | شنغهاي              | 37,758              | $5,917,348          |
| في أستراليا         |                     |                     |                     |
| 28 نوفمبر 2015      | سيدني               | 75,980              | $6,571,683          |
| 5 ديمسبر 2015       | بريزبان             | 46,881              | $4,759,471          |
| 7 - 8 ديسمبر 2015   | أديليد              | 20,090              | $2,407,499          |
| 10 - 12 ديسمبر 2015 | ملبورن              | 98,136              | $10,421,553         |
| المجموع             | المجموع             | 2,278,647           | $250,733,097        |

### أفراد العمل

#### الفرقة
- تايلور سويفت ــ صوت رئيسي، عزف غيتار منفرد، عزف بيانو.
- مات بيلينغسيلا ــ عزف طبول.
- بول سيدوتي ــ عزف غيتار.
- إليوت هيندرسون ــ مغني ثانوي.
- كاميليا مارشال ــ مغنية ثانوية.
- ميلاني نيما ــ مغنية ثانوية.
- كلير تورتن-ديريكو ــ مغنية ثانوية.

#### الراقصون
- ريمي بكار
- مايسون كوتلر
- توشي ديفيدسون
- روبرت غرين
- كريستن هيندرسون
- جايك كوديش
- كريستن أوينز
- نولان باديلا
- أوستن سبايسي
- ماهو أودو
- مارك فيلافير

## قائمة أغاني الألبوم
شاركتْ تايلور سويفت في كتابة جميع الأغاني.
| #   | عنوان                        | تأليف                  | إنتاج                           | المدة |
| --- | ---------------------------- | ---------------------- | ------------------------------- | ----- |
| 1.  | "Welcome to New York"        | ريان تيدير             | تيدير نويل زنكنيلا سويفت        | 3:32  |
| 2.  | "Blank Space"                | ماكس مارتن شيلباك      | مارتن شيلباك                    | 3:51  |
| 3.  | "Style"                      | مارتن شيلباك علي بيامي | مارتن شيلباك بيامي              | 3:51  |
| 4.  | "Out of the Woods"           | جاك أنتونوف            | أنتونوف سويفت مارتن             | 3:55  |
| 5.  | "All You Had To Do Was Stay" | مارتن                  | مارتن شيلباك ماتمان وروبن       | 3:13  |
| 6.  | "Shake It Off"               | مارتن شيلباك           | مارتن شيلباك                    | 3:39  |
| 7.  | "I Wish You Would"           | أنتونوف                | أنتونوف سويفت غريغ كروستن مارتن | 3:27  |
| 8.  | "Bad Blood"                  | مارتن شيلباك           | مارتن شيلباك                    | 3:31  |
| 9.  | "Wildest Dreams"             | مارتن شيلباك           | مارتن شيلباك                    | 3:40  |
| 10. | "How You Get The Girl"       | مارتن شيلباك           | مارتن شيلباك                    | 4:07  |
| 11. | "This Love"                  |                        | ناثان تشابمان سويفت             | 4:10  |
| 12. | "I Know Places"              | تيدير                  | تيدير زنكنيلا سويفت             | 3:15  |
| 13. | "Clean"                      | ايموجين هيب            | هيب سويفت                       | 4:30  |

| 14. | "Wonderland"         | مارتن شيلباك | مارتن شيلباك | 4:05 |
| 15. | "الرومانسية الجديدة" | مارتن شيلباك | مارتن شيلباك | 3:50 |

| 14. | "Wonderland"                                  |         |                     | 4:05 |
| 15. | "You Are in Love"                             | أنتونوف | أنتونوف سويفت مارتن | 4:27 |
| 16. | "New Romantics"                               |         |                     | 3:50 |
| 17. | "I Know Places" (Piano/Vocal) (Voice Memo)    |         |                     | 3:36 |
| 18. | "I Wish You Would" (Track/Vocal) (Voice Memo) |         |                     | 1:47 |
| 19. | "Blank Space" (Guitar/Vocal) (Voice Memo)     |         |                     | 2:11 |

| 1. | "Shake It Off" (فيديو كليب)                            | مارك رومونك |  |
| 2. | "Shake It Off – The Cheerleaders Scene"                |             |  |
| 3. | "Shake It Off – The Ballerinas Scene"                  |             |  |
| 4. | "Shake It Off – The Modern Dancers Scene"              |             |  |
| 5. | "Shake It Off – The Animators Scene"                   |             |  |
| 6. | "Shake It Off – The Twerkers & Finger Tutting Scene"   |             |  |
| 7. | "Shake It Off – The Ribbon Dancers Scene"              |             |  |
| 8. | "Shake It Off – The Band, The Fans & The Extras Scene" |             |  |

## أفراد العمل
- تايلور سويفت ــ صوت رئيسي، كاتبة، مُنتجة، مُنتجة مُنفذة، أصوات ثانوية، عزف غيتار مُنفرد.
- ماكس مارتن ــ إنتاج صوتي، مُنتج، مُنتج مُنفذ، كاتب، برمجة، عزف بيانو.
- شيلباك ــ مُنتج، كاتب، عزف غيتار مُنفرد، برمجة، أصوات ثانوية.
- آلي بيامي ــ كاتب، مُنتج، برمجة.
- ريان تيدير ــ مُنتج، كاتب، أصوات ثانوية، عزف بيانو، عزف غيتار مُنفرد.
- جاك أنتونوف ــ مُنتج، كاتب، أصوات ثانوية، عزف غيتار مُنفرد، عزف طُبُول.
- نايثن شابمان ــ مُنتج، عزف غيتار كهربائي، عزف طُبُول، تسجيل.
- إيموجين هيب ــ مُنتج، كاتب، برمجة، عزف طُبُول، أصوات ثانوية، تسجيل.

## قوائم المبيعات
| القائمة (2014-2015)                                        | الترتيب |
| ---------------------------------------------------------- | ------- |
| ألبومات أستراليا (أريا تشارتس)                             | 1       |
| ألبومات النمسا (أو3 النمسا توب 40)                         | 5       |
| ألبومات بلجيكا (أولتراتوب)                                 | 1       |
| ألبومات البرازيل (أي بي دي)                                | 3       |
| ألبومات كندا                                               | 1       |
| ألبومات الصين (سينو)                                       | 1       |
| ألبومات كرواتيا (إتش دي يو)                                | 1       |
| ألبومات التشيك (الاتحاد الدولي للصناعة الفونوغرافية)       | 17      |
| ألبومات الدنمارك (تراكليسن)                                | 2       |
| ألبومات هولندا (ميجاتشارتس)                                | 1       |
| ألبومات فنلندا (تسجيلات فنلندا الرئيسية)                   | 10      |
| ألبومات فرنسا (سنديكا ناسيونال دي ليديسيون فونوغرافيك)     | 9       |
| ألبومات ألمانيا (جي إف كاي إنترتاينمنت تشارتس)             | 4       |
| ألبومات اليونان(أي إف بي أي-اليونان)                       | 11      |
| ألبومات هنغاريا (اتحاد شركات التسجيلات المجرية)            | 22      |
| ألبومات أيرلندا (أي أر إم أي)                              | 1       |
| ألبومات إيطاليا (فيديرازيوني إندستريا ميوزيكالي إيتاليانا) | 5       |
| ألبومات اليابان (أوريكون)                                  | 3       |
| ألبومات كوريا الجانوبية (مخطط غاون للموسيقى)               | 2       |
| ألبومات المكسيك (أمبروفون)                                 | 1       |
| ألبومات نيوزلندا (أر إم إن زي)                             | 1       |
| ألبومات النرويج (في جي ليستا)                              | 1       |
| ألبومات بولندا (زي بي أي في)                               | 17      |
| ألبومات البرتغال (أي إف بي)                                | 3       |
| ألبومات روسيا (قائمة روسية الموسيقية)                      | 7       |
| ألبومات اسكتلندا (أو سي سي)                                | 1       |
| ألبومات أفريقيا الجنوبية (أر أي إس اي)                     | 7       |
| ألبومات أسبانيا (برودوكوتوريس دي ميوزيكا دي إسبانيا)       | 4       |
| ألبومات السويد (سويرجتوبليستان)                            | 23      |
| ألبومات سويسرا (سويس هيتبارادي)                            | 3       |
| ألبومات تايوان (جي ميوزيك)                                 | 2       |
| ألبومات بريطانيا (أو سي سي)                                | 1       |
| ألبومات الولايات المتحدة (بيلبورد 200)                     | 1       |

| القائمة (2014)                                 | الترتيب |
| ---------------------------------------------- | ------- |
| ألبومات أستراليا (أريا تشارتس)                 | 2       |
| ألبومات بلجيكا (أولتراتوب)                     | 71      |
| ألبومات كندا                                   | 2       |
| ألبومات ألمانيا (جي إف كاي إنترتاينمنت تشارتس) | 71      |
| ألبومات أيرلندا (أي أر إم أي))                 | 7       |
| ألبومات اليابان (أوريكون)                      | 34      |
| ألبومات المكسيك (أمبروفون)                     | 28      |
| ألبومات نيوزلندا (أر إم إن زي)                 | 3       |
| ألبومات بريطانيا (أو سي سي)                    | 11      |
| ألبومات الولايات المتحدة (بيلبورد 200)         | 3       |

| القائمة (2015)                                 | الترتيب |
| ---------------------------------------------- | ------- |
| ألبومات أستراليا (أريا تشارتس)                 | 3       |
| ألبومات كندا                                   | 1       |
| ألبومات هولندا (ميجاتشارتس)                    | 35      |
| ألبومات ألمانيا (جي إف كاي إنترتاينمنت تشارتس) | 56      |
| ألبومات أيرلندا (أي أر إم أي)                  | 7       |
| ألبومات اليابان (أوريكون)                      | 30      |
| ألبومات المكسيك (أمبروفون)                     | 20      |
| ألبومات نيوزلندا (أر إم إن زي)                 | 5       |
| ألبومات سويسرا (سويس هيتبارادي)                | 47      |
| ألبومات بريطانيا (أو سي سي)                    | 6       |
| ألبومات الولايات المتحدة (بيلبورد 200)         | 1       |

| القائمة                        | الترتيب |
| ------------------------------ | ------- |
| الولايات المتحدة (بيلبورد 200) | 64      |

## تاريخ الإصدار
| البلد                | التاريخ        | النسخة          | الصيغة               | العلامة التجارية                             | مراجع                           |
| -------------------- | -------------- | --------------- | -------------------- | -------------------------------------------- | ------------------------------- |
| في جميع أنحاء العالم | 27 أكتوبر 2014 | Standard Deluxe | CD تحميل موسيقى      | بيغ ماشين ريكوردز                            | [ 176 ] [ 177 ]                 |
| في جميع أنحاء العالم | 27 أكتوبر 2014 | Standard Deluxe | CD تحميل موسيقى      | بيغ ماشين ريكوردز مجموعة يونيفرسال الموسيقية | [ 178 ] [ 179 ] [ 180 ] [ 181 ] |
| في جميع أنحاء العالم | 27 أكتوبر 2014 | Standard Deluxe | CD تحميل موسيقى      | بيغ ماشين ريكوردز فيرجن إيمي                 | [ 182 ] [ 183 ] [ 184 ] [ 185 ] |
| كندا                 | 9 ديسمبر 2014  | Standard        | جرامافون             | بيغ ماشين ريكوردز                            | [ 186 ]                         |
| الولايات المتحدة     | 9 ديسمبر 2014  | Standard        | جرامافون             | بيغ ماشين ريكوردز                            | [ 187 ]                         |
| تركيا                | 10 ديسمبر 2014 | Standard        | CD                   | بيغ ماشين ريكوردز                            | [ 188 ]                         |
| الولايات المتحدة     | 15 ديسمبر 2014 | Standard        | كاراوكي (تنزيل رقمي) | بيغ ماشين ريكوردز                            | [ 189 ] [ 190 ]                 |
| الولايات المتحدة     | 14 أبريل 2015  | Standard        | كاراوكي (CD+G/DVD)   | بيغ ماشين ريكوردز                            | [ 191 ] [ 192 ]                 |
| البر الرئيسي للصين   | 30 ديسمبر 2014 | Deluxe          | CD                   | يونيفرسال الموسيقية                          | [ 193 ]                         |

## وصلات خارجية
- 1989 على موقع ميتاكريتيك (الإنجليزية)
- 1989 على موقع أول موفي (الإنجليزية)
- 1989 على Discogs (قائمة بالإصدارات)